# ACE (Dateiformat)
ACE ist ein Dateiformat für die verlustfreie Datenkompression und Archivierung von Dateien in der digitalen Datenverarbeitung. Es zeichnet sich im Vergleich zum ZIP-Dateiformat durch einen höheren Kompressionsgrad bei gleichzeitig mäßiger Kompressionsgeschwindigkeit aus.
Bei Ace wird, ähnlich dem klassischen Deflate, ein LZ77-Wörterbuchkompressor mit bis zu vier Megabytes an Wörterbuchgröße in Verbindung mit Entropiekodierung nach Huffman verwendet. Ab Version 2 können zusätzlich inhaltespezifische Vorfilter für PCM-Audio-Dateien, Rastergraphikdateien und ausführbare (Windows-)Programmdateien genutzt werden.
Der Entwickler des Formates vertreibt ein kostenpflichtiges Windows-Programm (WinAce), mit dem sich Archive öffnen, erstellen und ändern lassen. Für den reinen Dekomprimiervorgang bietet der Hersteller einen kostenlosen Entpacker in Versionen für DOS, macOS und Linux an. Das Entpacken von ACE-Archiven wird aber auch von vielen anderen Programmen, die mit mehreren Formaten umgehen können, unterstützt.
Da ACE kein freies oder öffentlich dokumentiertes Dateiformat wie 7z ist und auch keine Nachkonstruktionen veröffentlicht wurden, sind nur vorkompilierte Implementierungen erhältlich. Es gibt eine ältere freie Version (1.2) des offiziellen Kommandozeilenentpackers „unace“, der von WinAce-Autor Marcel Lemke unter der GPL freigegeben worden ist. Dieser kann allerdings keine neueren ACE-Archive (2.0 und höher) öffnen. Abgesehen davon ist im Gegensatz zu anderen proprietären Formaten wie etwa RAR beim ACE-Format auch der Dekompressionsalgorithmus nicht offengelegt.

## Geschichte
Das ACE-Format wurde von Marcel Lemke entwickelt und die Rechte daran später von der e-merge GmbH gekauft. Es wurde mit WinAce eingeführt, von dem seit 1997 Entwicklerversionen veröffentlicht wurden und im Juli 1999 Version 1.0 erschien. Am 7. Juli 2000 wurde mit Version 2 von WinAce ein neues Dateiformat eingeführt, mit dem inhaltsspezifische Vorfilter genutzt werden können. Im Zeitraum von 1999 bis 2001 wurde das ACE-Format mit dem Packer WinAce zunehmend bekannt, da die Packraten häufig geringfügig über denen von RAR lagen. Genutzt wurde das Format vor allem für den Tausch von Dateien und die Verbreitung von sogenannten „Releases“ von Schwarzkopien diverser kommerzieller Produkte wie Filme, Software und Musik über Newsgroups und andere Plattformen. Schließlich trat jedoch ein Bedeutungsverlust ein, da das RAR-Format ab Version 2.90 verbessert wurde und seitdem in den häufigsten Fällen höhere Kompressionsraten erzielt.
ACE-Archive konnten auch mit WinRAR entpackt werden. Im Jahr 2019 wurde eine Sicherheitslücke bekannt, die zur Entfernung der Unterstützung von ACE in WinRAR führte.